# BP Piscium
BP Piscium (BP Psc) is een rode reus, een zonachtige ster die aan het einde van haar leven is. Desondanks lijkt het erop dat de ster onlangs jets heeft uitgestoten en dat er zich een accretieschijf heeft gevormd. Deze verschijnselen doen zich normaal gesproken voor bij een jonge ster. Daar staat tegenover dat de ster, net als veel oude sterren, weinig lithium bevat en weinig röntgenstraling uitstraalt wat geassocieerd wordt met snel roterende rode reuzen. Daarnaast bevindt BP Psc zich niet in een gebied waar men stervorming kan verwachten, zoals een samentrekkende gaswolk of een (jonge) sterrenhoop.
Wanneer waterstof in de kern van een ster opraakt, zal er minder kernfusie optreden. De ster koelt af en de stralingsdruk vermindert. Hierdoor zal de ster deels instorten. Als gevolg van de nu plots toenemende druk, zal er opnieuw kernfusie gaan optreden maar dan buiten de kern. De ster zwelt nu op en stoot haar buitenste lagen af. Mogelijk heeft BP Psc tijdens het opzwellen een begeleidende ster of grote planeet opgeslokt, wat het effect heeft gehad van een verjongingskuur.
Uit spectroscopisch onderzoek is gebleken dat er zich mogelijk een grote planeet bevindt in de accretieschijf.